# Alessandro Gentile
Alessandro Gentile est un joueur italien de basket-ball né le 12 novembre 1992 à Maddaloni. Gentile mesure 2,00 m et évolue au poste d'arrière.

## Biographie
Alessandro Gentile est le fils de l'international italien Ferdinando « Nando » Gentile. Son frère Stefano est aussi joueur de basket-ball.
En août 2008, Gentile est membre de l'équipe d'Italie qui participe au championnat d'Europe des 16 ans et moins se déroulant en Italie. L'Italie finit à la 13e position (sur 16). Gentile ne joue que 2 rencontres et marque en moyenne 4 points à 3 sur 15 au tir.
À l'été 2010, Gentile participe au championnat d'Europe des 18 ans et moins se déroulant à Vilnius. L'Italie finit à la 12e place (sur 16 équipes) et Gentile finit meilleur marqueur de la compétition avec 23 points de moyenne par rencontre (47 sur 97 au tir). Il rajoute 3,8 rebonds, 3,5 passes décisives et 4,3 balles perdues. Contre la Russie, il marque 42 points à 13 sur 21. Il est ensuite sélectionné pour le championnat d'Europe des 20 ans et moins en Croatie. L'Italie finit à la 10e place et Gentile est le 3e meilleur marqueur de la compétition avec 17,3 points à 38,9 % au tir (derrière Nikos Pappas et Rouslan Otvertchenko).
Gentile participe à deux rencontres de l'EuroChallenge 2010-2011, en moyenne, il marque 11 points, prend 3,5 rebonds et fait 3,5 passes décisives.
Il est élu meilleur joueur de moins de 22 ans de LegA lors de la saison 2010-2011.
En juillet 2011, Gentile participe au championnat d'Europe des 20 ans et moins en Espagne. L'Italie est battue en finale par l'Espagne. Gentile termine le championnat avec des moyennes de 18,2 points et 3,1 rebonds. Gentile est le 4e meilleur marqueur de la compétition et fait partie du meilleur cinq (avec le MVP Nikola Mirotić, le Français Evan Fournier, le Monténégrin Bojan Dubljević et le Turc Furkan Aldemir).
Le 17 décembre 2011, il est transféré à l'Olimpia Milan où il signe un contrat jusqu'à la saison 2013-2014. Dans une équipe de plus haut niveau, son temps de jeu baisse : il passe de 27,6 minutes par rencontre (pour 12,8 points) avec Trévise à 19 minutes (pour 7,4 points) avec Milan. Gentile subit une opération de l'épaule fin juin 2012 et renonce à participer au tournoi qualificatif pour l'EuroBasket 2013 qui se déroule en août et septembre 2012.
Gentile est sélectionné en équipe nationale pour l'EuroBasket 2013.
En mars 2015, Gentile est nommé meilleur joueur de la 12e journée du Top 16 de l'Euroligue. Lors de la victoire de Milan face au Laboral Kutxa Vitoria, il marque 29 points, prend 7 rebonds et fait 4 passes décisives.
En décembre 2016, Gentile et Milan décident d'un commun accord de se séparer. Gentile est annoncé aux Rockets de Houston puis au Panathinaïkos,,. Il signe finalement un contrat avec le Panathinaïkos, club où son père a joué entre 1998 et 2001, jusqu'à la fin de la saison 2016-2017. Gentile est licencié en mars et signe en avril 2017 au Hapoël Jérusalem, dont l'équipe est entraînée par Simone Pianigiani, ancien entraîneur de l'équipe nationale italienne. Il quitte le club en juin.
En juillet 2017, Gentile rejoint la Virtus Bologne pour la saison 2017-2018.
Fin octobre 2018, Gentile signe un contrat d'un an avec l'Estudiantes Madrid.
En septembre 2020, Gentile retourne à l'Estudiantes Madrid, d'abord pour un contrat de 3 mois avant d'y finir la saison.
En juin 2021, Gentile s'engage avec le Pallacanestro Varèse.

## Palmarès
- Vainqueur de la Coupe de Grèce 2017
- Vainqueur de la Coupe d'Italie 2016
- Champion d'Italie 2014 et 2016
- championnat d'Europe des 20 ans et moins 2011